# ياسمين نيازي
ياسمين نيازي (12 أكتوبر 1985 -)، مغنية مصرية درست في المعهد العالي للفنون المسرحية بدأت مشوارها في الغناء منذ الصغر وفي سن ال13
بدايتها الاحترافية كانت في البوم (شكلك هتوحشني) الذي صدر عام 2007 الذي ضم أهم وأقوى أغانيها مثل (قليل الحيلة) (شكلك هتوحشني) (بأمانة) (حط نفسك مكاني) (بان عليها هواه) وتعد أغنيتها قليل الحيلة من أهم وأقوى أغانيها التي مازال الجمهور يستمع اليها باستمرار وانتشرت انتشارا سريعا على موقع (تيك توك) وتخطت حاجز 45 مليون مشاهدة على موقع (يوتيوب) على الرغم من مرور 14 عام على صدروها وأغنيتها (شكلك هتوحشني) التي تخطت حاجز 3 ملايين مشاهدة وأغانيها الأخرى مثل (بأمانة) (حط نفسك مكاني)
وكان البومها (حبك عامل سيطرة) الذي صدر عام 2011 ثاني خطواتها الفنية الذي ضم اقوى أغانيها مثل (حبك عامل سيطرة) (نهايتي معاك) (سلامات ياهوى) (اكدب عليا) (الحب اللي محدش عرفه) والذي تضمن فيديو كليب أغنية (اكدب عليا) الذي صدر عام 2012 
وفي عام 2014 انهت تعاقدها مع شركة روتانا ولكن استمرت بطرحها لأغاني مفردة (سينجل) مثل (عاند وكابر) (نسايم) (ياعم الباشا) 
تميزت ياسمين بصوتها الرائع الذي جذب انتباه المستمعين وكونت جمهور قوي يدعما ويحبها ويردد أغانيها وألبوماتها حصلت على نسب مشاهدات عالية

## غيابها وعودتها
غابت ياسمين لمدة 7 سنوات  عن تقديم الألبومات الغنائية إلى انها في أواخر عام 2018 صدر لها ألبوم بعنوان (هرقص مصر)  الذي تضمن عودتها للساحة الفنية وتضمن أهم الأغاني منها (كداب) التي نالت استحسان الجمهور وحققت نسب مشاهدات عالية  وأغنية (هرقص مصر) و (عاملة جامدة)
وفي عام 2020 صدرت لها أغنية بعنوان (كلام الحب)
وفي تاريخ 25 11 2021 طرحت أغنية جديدة بعنوان (رافضة الفكرة) التي تعد من أجدد أغانيها وأعربت ياسمين نيازي عن سعادتها بردود أفعال الجمهور حول أغنيتها
ولكن على الرغم من غياب ياسمين لكنها استمرت في احياء الحفلات الغنائية

## تجاربها التمثيلية
على الرغم من دراسة ياسمين في المعهد العالي للفنون المسرحية إلى أنها تأخرت خطوة التمثيل لعام (2017) اذ كانت بدايتها في مسلسل (سابع جار (مسلسل مصري) وظهرت في دور المطربة (سميرة كرم)
وفي عام (2019) شاركت في مسلسل قيد عائلي

## اغاني وألبومات

### البوم شكلك هتوحشني
قليل الحيلة (فيديو كليب) 2007
شكلك هتوحشني (فيديو كليب) 2007
بأمانة
حط نفسك مكاني
مضعفتش قصاده
بان عليا هواه ياسمين
بان عليا هواه دويتو ياسمين و محمد رحيم
هاشوفك ازاي
مش ممكن تكون انسان

#### البوم حبك عامل سيطرة
حبك عامل سيطرة
الحب اللي محدش عرفه
نهايتي معاك
اكدب عليا (فيديو كليب)
خليها على الله
انزلي تحت
بقالك مدة
يا مستقوي
سلامات يا هوى

#### ميني البوم هرقص مصر
هرقص مصر
كداب
عاملة جامدة
حركات
جانا االهوى

#### أغاني مفردة
رافضة الفكرة 2021
طمن قلبي 2010
كلام الحب 2020
عاند وكابر 2016
يا عم الباشا 2016
نسايم 2014
طعم الحروف 2013

## وصلات خارجية
- ياسمين نيازي على موقع سينما دوت كوم
- الصفحة الرسمية على فيسبوك